# Thalassaphorura tovtrensis
Thalassaphorura tovtrensis is een springstaartensoort uit de familie van de Onychiuridae. De wetenschappelijke naam van de soort is voor het eerst geldig gepubliceerd in 1994 door Kaprus & Weiner.